# Japan Dome Tour
Japan Dome Tour foi a quarta turnê japonesa realizada pelo grupo sul-coreano Big Bang. A turnê visitou seis das maiores arenas de cúpula do Japão, tornando o grupo os primeiros artistas estrangeiros a fazê-lo. A Japan Dome Tour foi uma das turnês mais rentáveis do ano no país, arrecadando mais de US$ 70,6 milhões de dólares em dezesseis apresentações, além de ter todos os seus ingressos vendidos para um público total de 771 mil pessoas.

## Desenvolvimento
Com três horas de duração, a turnê discorreu com mais de trinta canções em seu repertório, incluindo bis. Além disso, contou com  diversas canções em suas versões em língua japonesa interpretadas pelo grupo. Devido aos tamanhos de algumas das arenas da Japan Dome Tour, o Big Bang utilizou-se de um palco móvel e um veículo para que os cinco membros pudessem chegar mais perto dos fãs.

## Big Bang +α in Seoul
Em 28 de novembro de 2013, duas novas apresentações foram anunciadas para a turnê, que foi nomeada como Big Bang+α in Seoul a ser realizada em Seul, Coreia do sul. Ambas as apresentações tiveram seus ingressos esgotados segundos após terem sido colocados a venda, o que levou a adição de mais uma data devido a demanda.

## Repertório
O repertório abaixo é representativo do concerto ocorrido em 16 de novembro de 2013 em Saitama no Japão, não correspondendo necessariamente aos outros concertos da turnê.
1. "Haru Haru"
2. "Blue"
3. "Bad Boy"
4. "Gara Gara Go!!"
5. "Hands Up"
6. "Let’s Talk About Love"
7. "Gotta Talk to You" (Seungri)
8. "What Can I Do" (Seungri)
9. "Wings" (Daesung)
10. "Joyful" (Daesung)
11. "Tell Me Goodbye"
12. "Love Song"
13. "La La La"
14. "BIGBANG"
15. "Shake it"
16. "Only Look at Me" (Taeyang)
17. "Wedding Dress" (Taeyang)
18. "Ringa Linga" (Taeyang)
19. "Crayon" (G-Dragon)
20. "Crooked" (G-Dragon)
21. "Turn It Up" (T.O.P)
22. "Doom Dada" (T.O.P)
23. "Tonight"
24. "Feeling"
25. "Last Farewell"
26. "Fantastic Baby"
27. "Lies"
28. "My Heaven"

Bis
1. "Sunset Glow"
2. "Koe wo Kikasete"
3. "Fantastic Baby"
4. "Feeling"
5. "Bad Boy"

## Datas da turnê
| Data                   | Cidade        | País          | Local                    | Ato de abertura | Público |
| ---------------------- | ------------- | ------------- | ------------------------ | --------------- | ------- |
| 16 de novembro de 2013 | Saitama       | Japão         | Seibu Dome               | Winner          | 80,000  |
| 17 de novembro de 2013 | Saitama       | Japão         | Seibu Dome               | Winner          | 80,000  |
| 29 de novembro de 2013 | Osaka         | Japão         | Kyocera Dome             | Winner          | 150,000 |
| 30 de novembro de 2013 | Osaka         | Japão         | Kyocera Dome             | Winner          | 150,000 |
| 1 de dezembro de 2013  | Osaka         | Japão         | Kyocera Dome             | Winner          | 150,000 |
| 7 de dezembro de 2013  | Fukuoka       | Japão         | Fukuoka Dome             | Winner          | 100,000 |
| 8 de dezembro de 2013  | Fukuoka       | Japão         | Fukuoka Dome             | Winner          | 100,000 |
| 14 de dezembro de 2013 | Nagoia        | Japão         | Nagoya Dome              | Winner          | 81,000  |
| 15 de dezembro de 2013 | Nagoia        | Japão         | Nagoya Dome              | Winner          | 81,000  |
| 19 de dezembro de 2013 | Tóquio        | Japão         | Tokyo Dome               | Winner          | 165,000 |
| 20 de dezembro de 2013 | Tóquio        | Japão         | Tokyo Dome               | Winner          | 165,000 |
| 21 de dezembro de 2013 | Tóquio        | Japão         | Tokyo Dome               | Winner          | 165,000 |
| 4 de janeiro de 2014   | Sapporo       | Japão         | Sapporo Dome             | Winner          | 45,000  |
| 11 de janeiro de 2014  | Osaka         | Japão         | Kyocera Dome             | Winner          | 150,000 |
| 12 de janeiro de 2014  | Osaka         | Japão         | Kyocera Dome             | Winner          | 150,000 |
| 13 de janeiro de 2014  | Osaka         | Japão         | Kyocera Dome             | Winner          | 150,000 |
| Big Bang+α in Seoul    |               |               |                          |                 |         |
| 24 de janeiro de 2014  | Seul          | Coreia do Sul | Olympic Gymnastics Arena |                 | 36,000  |
| 25 de janeiro de 2014  | Seul          | Coreia do Sul | Olympic Gymnastics Arena |                 | 36,000  |
| 26 de janeiro de 2014  | Seul          | Coreia do Sul | Olympic Gymnastics Arena |                 | 36,000  |
| Público total          | Público total | Público total | Público total            | Público total   | 807,000 |

## Ficha técnica
Créditos adaptados do DVD: BIGBANG Japan Dome Tour 2013~2014:
| Pessoal principal - Organizador da turnê: Avex Group, YG Entertainment - Produtores executivos: Yang Hyun-suk (YG Entertainment), Max Matsuura (Avex Group) - Produtor da turnê: Ryoichi Eise - Diretor da turnê: Jung Min Byun - Produtor de palco: "Joseph" Woo Ki Kwon - Estilistas: Yuni Choi, Kyung Mi Kim, Sharon Park - Cabelo: Tae Kyun Kim, Sang Hee Baek, So Yeon Lee - Maquiagem: Yun Kyoung Kim, Mi Sug Shin, Jun Hee Lee - Diretor de visual: Eun Gee (YG Entertainment) - Coreógrafo: Jae Wook Lee - Dançarinos: HiTech e Crazy | Banda - Vocais: Big Bang (G-Dragon, T.O.P, Taeyang, Daesung e Seungri) - Diretor musical, teclado1: Gil Smith II - AMD/Baixo: Omar Dominick - Teclado 2: Dante Jackson - Guitarra: Justin Lyons - Bateria: Bennie Rodgers II - Programador: Adrian "AP" Porter |